# Cziatura (gmina)
Gmina Cziatura (gruz. ჭიათურის მუნიციპალიტეტი) – jednostka administracyjna Imeretii w Gruzji. Siedzibą gminy jest miasto Cziatura. 

## Położenie
Gmina położona jest we wschodniej części Imeretii, a jednocześnie w centralnej części Gruzji.

## Ludność
Na podstawie danych statystycznych z 2024 roku gminę Cziatura zamieszkuje 36 700 osób. 